# Тоша Јовановић
Тоша Јовановић (Велики Бечкерек, 21. мај/2. јун 1845 — Београд, 5/17. фебруар 1893) био је српски глумац.

## Биографија
Рођен је 1845. године у Вршцу а одрастао Великом Бечкереку, данашњем Зрењанину од оца Јована - Аће Јовановића, шефа оркестра. Други извор наводи да је глумац рођен 1843. године, како иначе и пише на спомен-плочи, постављеној на његовој родној кући у Зрењанину још 1897. године Започео је кажу берберски занат, да би га напустио због "дасака које значе".
Године 1865. ступио је у позоришну дружину Адама Мандровића у Београду. Међутим није успео због болести да ту заигра, већ је премијеру имао код трупе Ђ. Протића, као "Сретен" у "Хајдуци"-ма у Сентмиклушу. Наставио је позоришну каријеру у путујућој позоришној дружини земљака Јоце Поповића "Бечкерачанина" у Земуну, и у трупи Паје Степића. Оженио се Јулком (1846—1939), глумицом, ћерком позоришног шаптача Паје Степића. Глуми га је учио Алекса Бачвански (1832—1881), редитељ и глумац Народног позоришта.
Био је члан Народног казалишта у Загребу (1872—1878) и Народног позоришта у Београду, први пут од октобра 1869. године, па до 1872. Затим наставио - по други пут на београдској позорници, по повратку из Загреба 1878. године. Стални члан - глумац је постао 19. марта 1879. године
У рецензијама савременика нарочито је хваљен за улоге љубавника и хероја. Био је глумац лепе мужевне појаве и звонког гласа, тумач великог класичног репертоара. Одликован је у Србији за одличну уметничку игру, Орденом Св. Саве V i IV реда.
Прославио је 1890. године у Београду јубилеј 25. година на сцени, са представом "Гроф Пракс" у којој је глумио грофа.
Преминуо је прерано, у 46. години живота 1893. године и сахрањен на Новом гробљу у Београду.
Данас по њему носи име Народно позориште у Зрењанину и Награда „Тоша Јовановић”. У Зрењанину је до 1991. постојала Родна кућа глумца Тоше Јовановића. Спомен-плоча на глумчевој родној кући постављена је јуна 1897. године. Било је то када је у Великом Бечкереку гостовао „ликовођа” Стеван Мокрањац са Београдским певачким друштвом, и извео концерт.